# Король Фінляндії
Король Фінляндії — офіційний титул номінального правителя Фінляндії в 1742 та 1918 роках. Також «Король Фінляндії» аристократичний титул який носили нащадки короля Фрідріха Карла.
Після Другого хрестового походу в 1250-х роках Фінляндія стала частиною Швеції та називалася Фінляндським князівством. У 1580-х роках стало іменуватись Велике князівство Фінляндське.
Король Карл IX використовував титул «король фінів» (alla finnars konung) як частину своїх королівських титулів у 1607–1611 роках. 

## Перша спроба створити Фінляндську монархію у 1742 року
Проект Фінського королівства з'явився під час Російсько-шведської війни 1741—1743 років, яка проходила на території Фінляндії та Карелії. Російською імператрицею Єлизаветою Петрівною було запропоновано заснувати Фінляндське королівство.
18 березня 1742 року був випущений маніфест імператриці де пропонувалося мешканцям Фінляндії просити заступництва Росії. Головнокомандувач імперськими військами у Фінляндії (П. П. Лассі) зазначав, що майбутнім королем Фінляндії Єлизавета збирається зробити свого племінника герцога Карла Петра Ульріха Голтшинського. Карл Петро мав право як на російський так і шведський престоли. З лютого 1742 року він знаходився у Петербурзі, коло своєї тітки.
18 жовтня 1742 року у місті Або відбулися збори представників  Південно-західної Фінляндії та Сатакунти, де було вирішено послати до Петербургу делегацію, з проханням возвести на фінський престол Карла Петра Ульріха. Але російський генерал-губернатор Джеймс Кейт заборонив фінським представникам таку поїздку, та розпустив зібрання, в зв'язку з тим, що при проведенні бойових дій проти шведів, місцеве населення не допомагало імперським військам..
Після того, як імперські війська окупували Фінляндію, тема окремої фінської монархії більше не підіймалася. Згідно Абоського миру, яким завершилася Російсько-шведська війна, спадкоємцем Швеції став прихильний до Росії Адольф Фредерік, це остаточно закрило «фінське питання», так як майже вся Фінляндія повернулася до Швеції. Герцог Карл Петро у 1761 році, стане російським імператором Петром III.

## Фінська монархія 1918 року

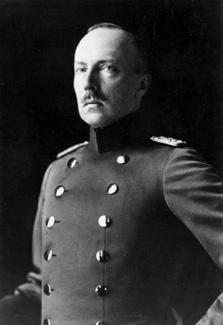
Фрідріх Карл Гессен-Кассельський

9 жовтня 1918 року згідно статті 38, Закону про форму правління Швеції від 1772 року, Сенат Фінляндії (в якому були сильні монархічні сили) вирішив обрати короля. Так як російський імператор (також Великий князь Фінляндський) Микола II зрікся престолу то було вирішено обрати короля. Серед претендентів були син німецького кайзера Оскар, син шведського короля Вільгельм, та онук Леннарт, а також Адольф Фрідріх Мекленбург-Шверінський. Остаточною кандидатурою став зять німецького кайзера Вільгельма II — принц Фрідріх Карл Гессенський. Король так і не прибув до Фінляндії, його обов'язки виконував регент.
11 листопада 1918 року було підписано Комп'єнське перемир'я, що скінчило Першу світову війну. 12 грудня 1918 року Фрідріх Карл відрікся від корони.

## Титулярні королі Фінляндії

Герб Гессену

Хоча Фрідріх Карл й зрікся трону Фінляндії, але залишився титулярним королем. Цей титул носили також його нащадки, як «титулярні королі».
Його син Вольфганг Моріц за часи королівства свого батька був кронпринцом Фінляндським (та спадкоємцем батька). Після смерті батька узяв собі титул «короля Фінляндії».
Іншій син Фрідріха Карла (Пилип), після смерті батька став головою роду Гессенів. Він та його нащадки носили титули «королів Фінляндії та Карелії». Цей титул поєднаний з титулами голови Гессенського дому, ландграфа Гессенського, а також з 1968 року з титулом великого герцога Гессенського та Рейнського.

### Перелік титульних королів Фінляндії
- Фрідріх Карл Людвіг Костянтин Гессен – Кассель – Румпельхаймський (Фрідріх Карл, Вяйне I , 1868—1940) – голова Гессенського дому. Принц Гессенський. Король Фінляндії (9.10.1918-12.12.1918). Титулярний король Фінляндії (1918—1940)
- Вольфганг Моріц Гессенський (Вольфганг, Вяйне II, 1896—1989) – принц Гессенського дому. Кронпринц Фінляндії (1918). Титулярний король Фінляндії (1940—1989).
- Генріх Вільгельм Костянтин Віктор Франц Гессен – Кассельський (Генріх, Вяйне III, 1927—1999) – принц Гессенського дому. Титулярний король Фінляндії (1989—1999).
- Пилип Робін Гессенський (Пилип, Вяйне IV, 1970 р.н.) – принц Гессенського дому. Титулярний король Фінляндії (з 1999).

### Перелік титульних королів Фінляндії та Карелії
- Пилип Гессен-Румпельхаймський (Пилип, 1896—1980) – голова Гессенського дому. Титулярний король Фінляндії та Карелії, також ландграф Гессенський (1940—1980). Титулярний великий герцог Гессенський та Рейнський (1968—1980).
- Моріц Фрідріх Карл Еммануїл Гумберт Гессенський (Моріц, 1926—2013) – голова Гессенського дому. Титулярний король Фінляндії та Карелії, також великий герцог Гессенський та Рейнський, ландграф Гессенський, (1980—2013).
- Генріх Донатус Пилип Умберто Гессенський (Донатус, 1966 р.н.) – голова Гессенського дому. Титулярний король Фінляндії та Карелії, також великий герцог Гессенський та Рейнський, ландграф Гессенський, (з 2013).

## Цікаві факти
- У комедійній стрічці «Король Ральф» (1991 р.), фігурує фінська королівська родина. Її представники король Фінляндії Густав, королева Катерина та принцеса Анна. Насправді таких історичних персон не існувало. Потяг на якому до Лондону прибуває королівська родина прикрашений прапорами Великої Британії та Фінляндії.
- Вольфганг Моріц Гессенський (1896—1989) принц Гессенського дому, син першого і останнього короля Фінляндії Фрідріха Карла, за часи Другої світової війни як офіцер Вермахту три роки служив в Фінській Лапландії. Отримав від маршала Маннергейма орден Хреста Свободи 3-го класу. Цікаво, що Маннергейм став регентом королівства Фінляндія після зречення з престолу батька Вольфганга, та відставки попереднього регента Свінгувуда.
- Король Фрідріх Карл належав до той же аристократичної родини Гессенів, що й дружина останнього великого князя Фінляндського та російського імператора Миколи II, Олександра Федорівна (до шлюбу Вікторія Аліса Олена Луїза Беатриса Гессен-Дармштадтська)[6]
- Претендент на Фінляндську корону (1742), герцог Карл Петро (майбутній російський імператор Петро III) був онуком шведського короля Карла XII, який серед титулів мав титул «великий князь Фінляндський». Такий же титул мав онук Карла Петра, імператор Олександр I, який приєднав Фінляндію до Росії в 1809 році, і який носили всі його нащадки до 1917 року.